# Interbau

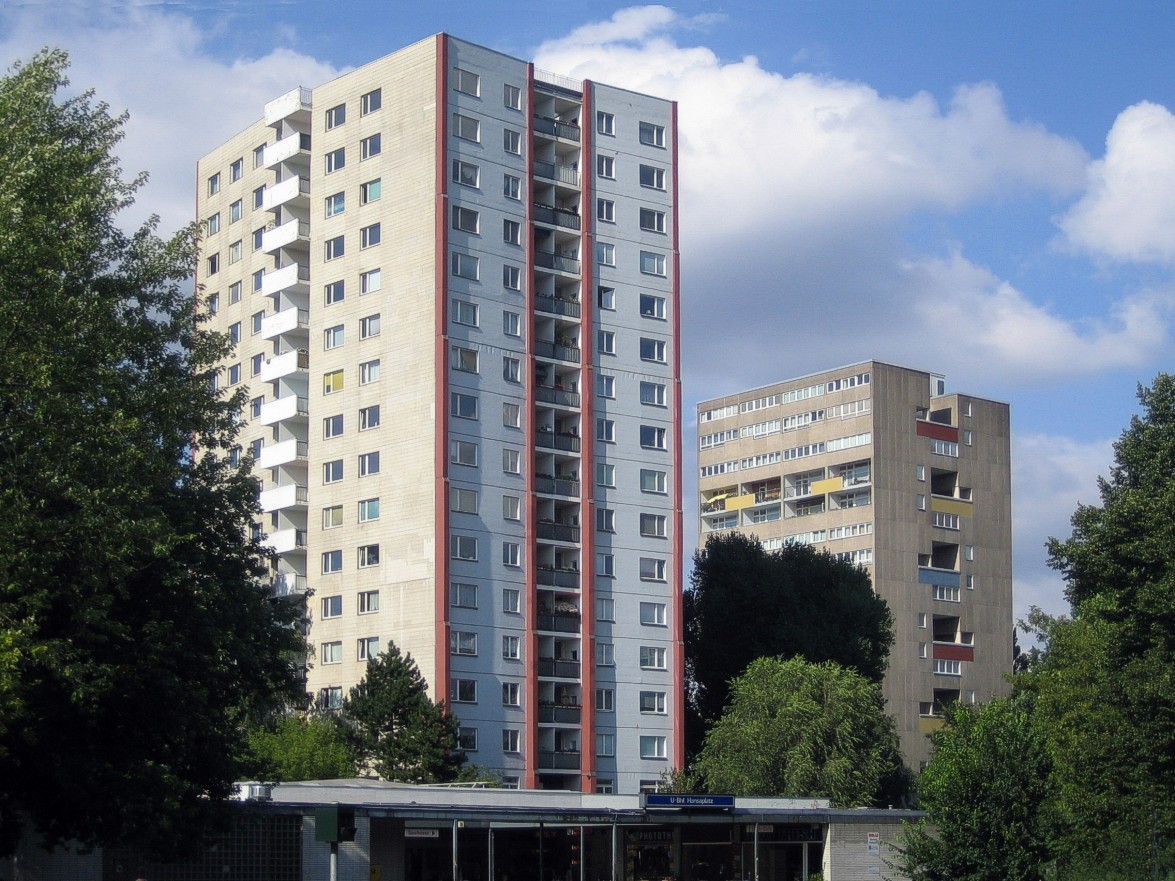
Punkthochhäuser im Hansaviertel

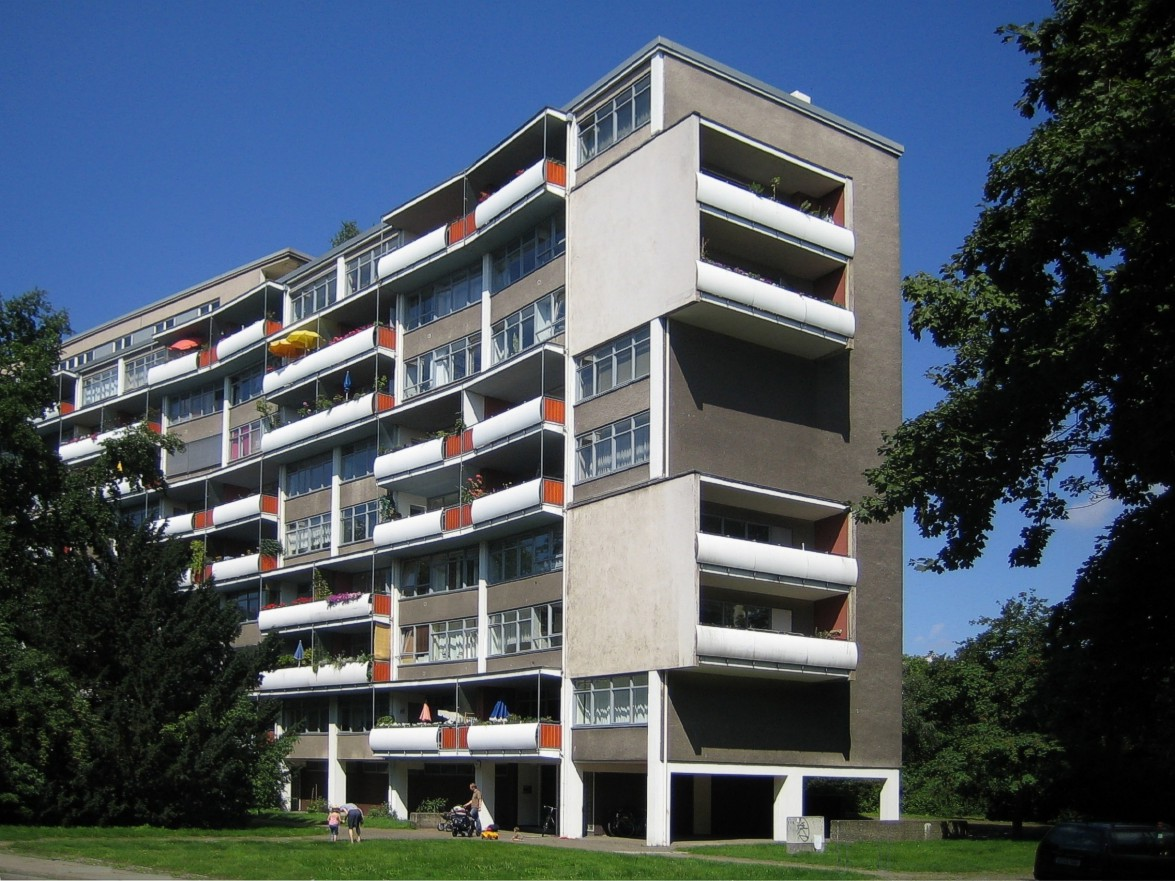
Walter-Gropius-Haus im Hansaviertel

Die Interbau (auch kurz als IBA 57 bezeichnet) war eine Internationale Bauausstellung in West-Berlin im Jahr 1957. Durch die Arbeit von 53 Architekten aus 13 Ländern wurde ab 1956 mit der Neugestaltung des im Zweiten Weltkrieg zerstörten Hansaviertels im Stile der Nachkriegsmoderne begonnen. Die Leitung der Gesamtplanung hatte Otto Bartning. Den städtebaulichen Wettbewerb gewannen Gerhard Jobst und Willy Kreuer, deren Pläne in modifizierter Weise später Grundlage der Ausführung wurden.

## Geschichte
In Anbetracht der gewaltigen Kriegszerstörungen gerade im Berliner Stadtzentrum war die Durchführung einer Veranstaltung für neues Bauen von großer Bedeutung. Die vom West-Berliner Senat in enger Zusammenarbeit mit dem Bund Deutscher Architekten und dem Bundesbauministerium geplante Ausstellung wandte sich mit entsprechenden Einladungen an bekannte Architekten aus aller Welt mit der Bitte, für ein neues Stadtquartier konkrete Vorschläge zu entwickeln. Der internationale städtebauliche Ideenwettbewerb wurde im Juni 1953 ausgeschrieben. Die besten Entwürfe wurden nach einer Jury-Bewertung vor Ort verwirklicht und führten zum neuen Hansaviertel. Die für die Öffentlichkeit zur Besichtigung freigegebene Ausstellung der fertigen Gebäude fand zwischen dem 6. Juli und dem 29. September 1957 statt. Bundespräsident Theodor Heuss eröffnete die Bauausstellung und der Regierende Bürgermeister Otto Suhr hielt die Festrede im Schloss Bellevue. Der Komponist Max Baumann schrieb zur feierlichen Eröffnung der Interbau das Werk Perspektiven I op. 55 für großes Orchester.

## Lageplan

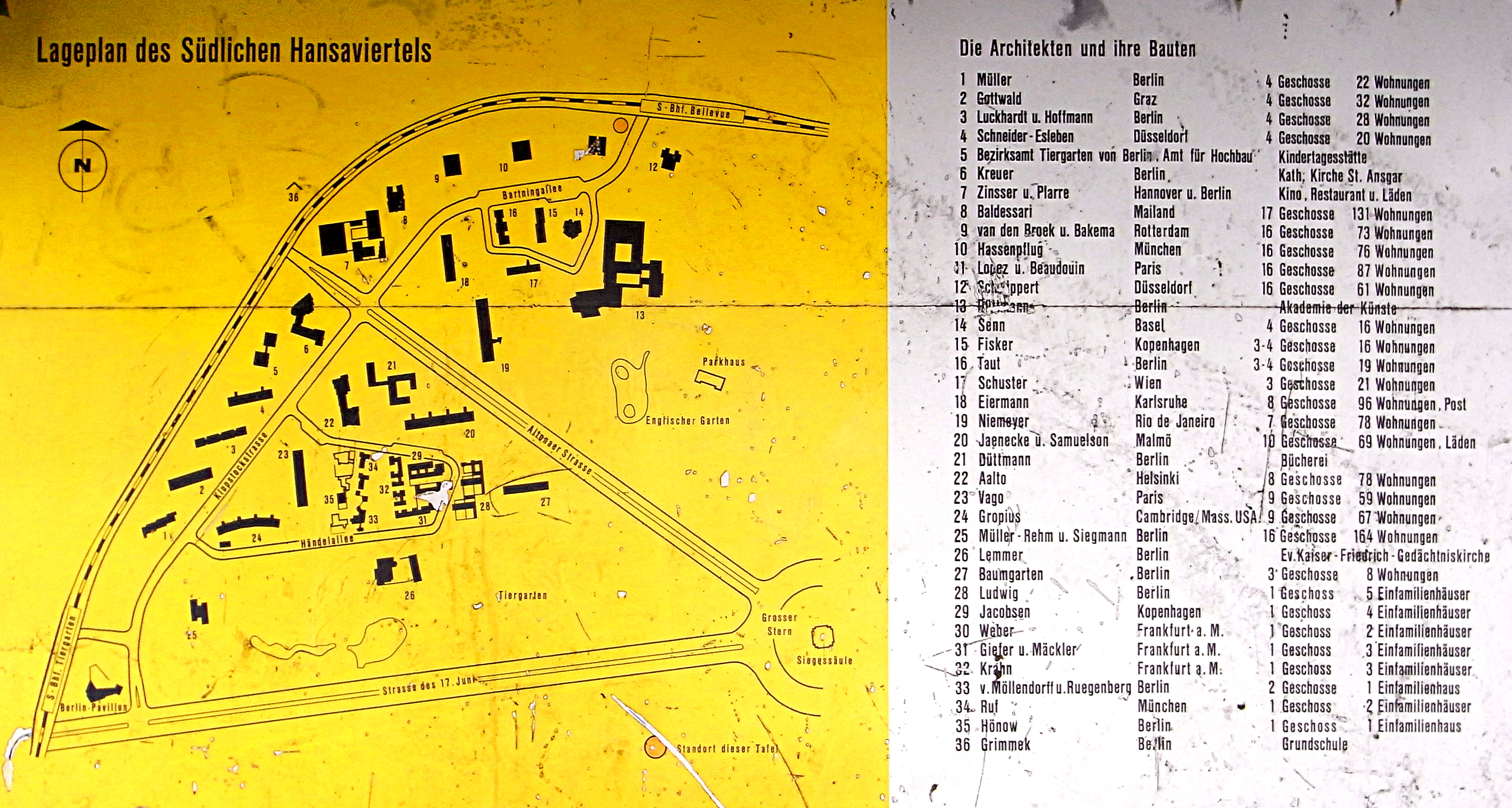
Lageplan mit Legende

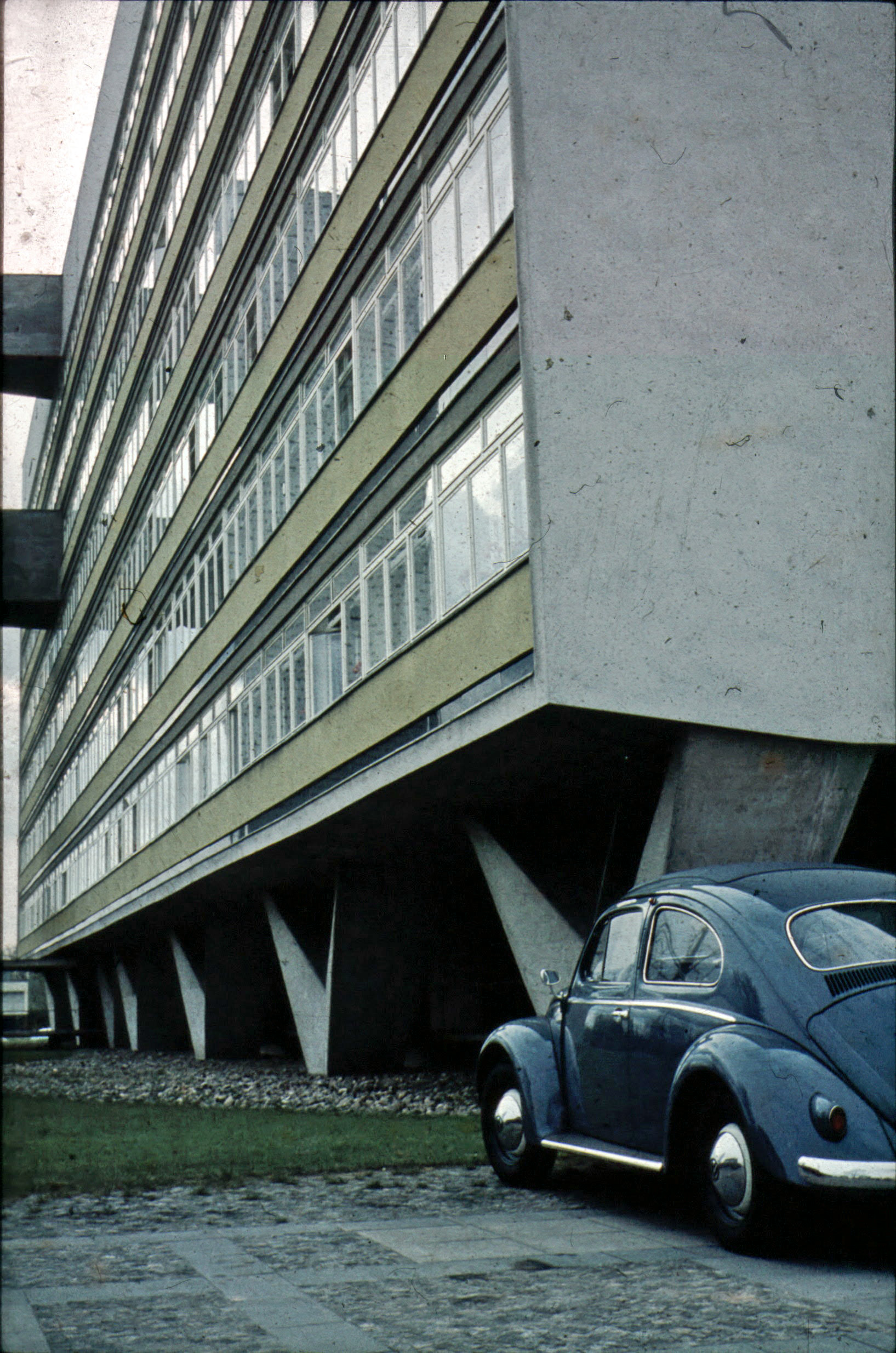
Oscar-Niemeyer-Haus im Hansaviertel, genannt Spitzbein

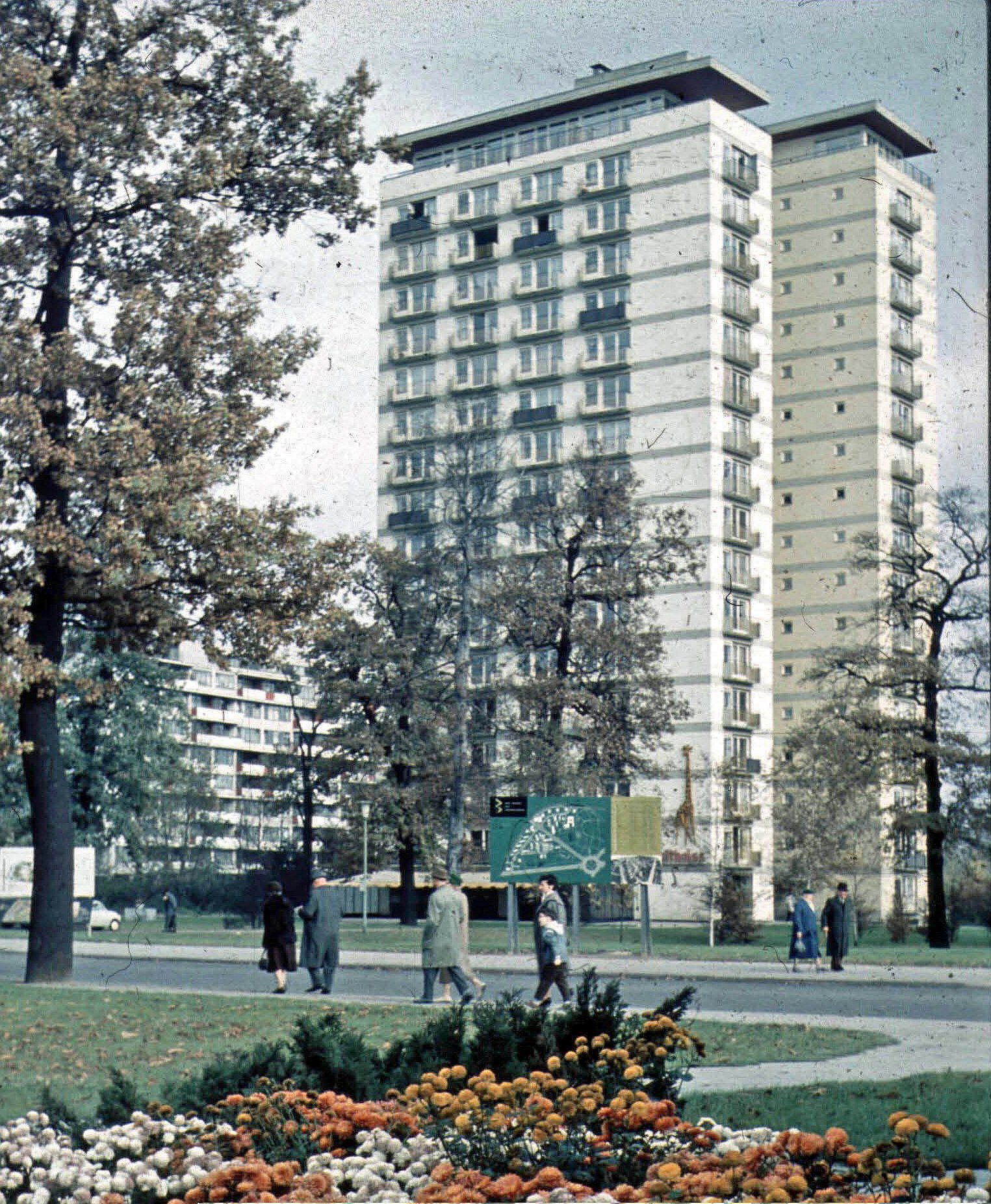
Junggesellenhaus Klopstockstraße 2, genannt Bienenhaus, mit Restaurant Giraffe

Lageplan des südlichen Hansaviertels, des Gebiets der Internationalen Bauausstellung 1957:

## Beteiligte Architekten (Auswahl)
- Alvar Aalto
- Jacob Bakema
- Luciano Baldessari
- Paul Baumgarten
- Le Corbusier
- Werner Düttmann
- Egon Eiermann
- Kay Fisker
- Alois Giefer
- Walter Gropius mit Wils Ebert
- Gustav Hassenpflug
- Günter Hönow
- Arne Jacobsen
- Fritz Jaenecke mit Sten Samuelson
- Ludwig Lemmer
- Wassili Luckhardt
- Eduard Ludwig
- Hermann Mäckler
- Hans Christian Müller
- Oscar Niemeyer
- Frei Otto (temporär)
- Sep Ruf
- Otto Heinrich Senn
- Paul Schneider-Esleben
- Franz Schuster
- Hans Schwippert
- Hugh Stubbins
- Max Taut
- Pierre Vago

Für eine vollständige Liste der Architekten und realisierten Bauten → siehe auch: Berlin-Hansaviertel.

## Beteiligte Künstler
Daneben waren folgende Künstler beteiligt:
- Charles Crodel in der Kaiser-Friedrich-Gedächtniskirche
- Gerhard Marcks in der Kaiser-Friedrich-Gedächtniskirche
- Georg Meistermann in der Kaiser-Friedrich-Gedächtniskirche
- Heinz Trökes Regenbogenfenster in der Kaiser-Friedrich-Gedächtniskirche

Auch acht Gartengestalter trugen zum Gelingen der Ausstellung bei.

## Projekte
Während der IBA wurde ein Sessellift über das Gelände geführt, von dem aus  die einzelnen Bauvorhaben gut gesehen werden konnten.
Die entstandenen oder noch nach 1957 zu errichtenden Gebäude wurden in Gruppen von A bis G aufgeteilt und umfassten unter anderem Wohnhochhäuser (A, B), Mehr- und Einfamilienhäuser (C, D, E), Kirchen, kulturelle und Geschäftshäuser (F) sowie Interbau-Objekte außerhalb des Hansa-Viertels (G). Im Ergebnis entstanden:
- Berlin-Hansaviertel
- Kaiser-Friedrich-Gedächtniskirche
- Kongresshalle
- Corbusierhaus
- Berlin-Pavillon

Interbau-Gebäude im Jahre 1957
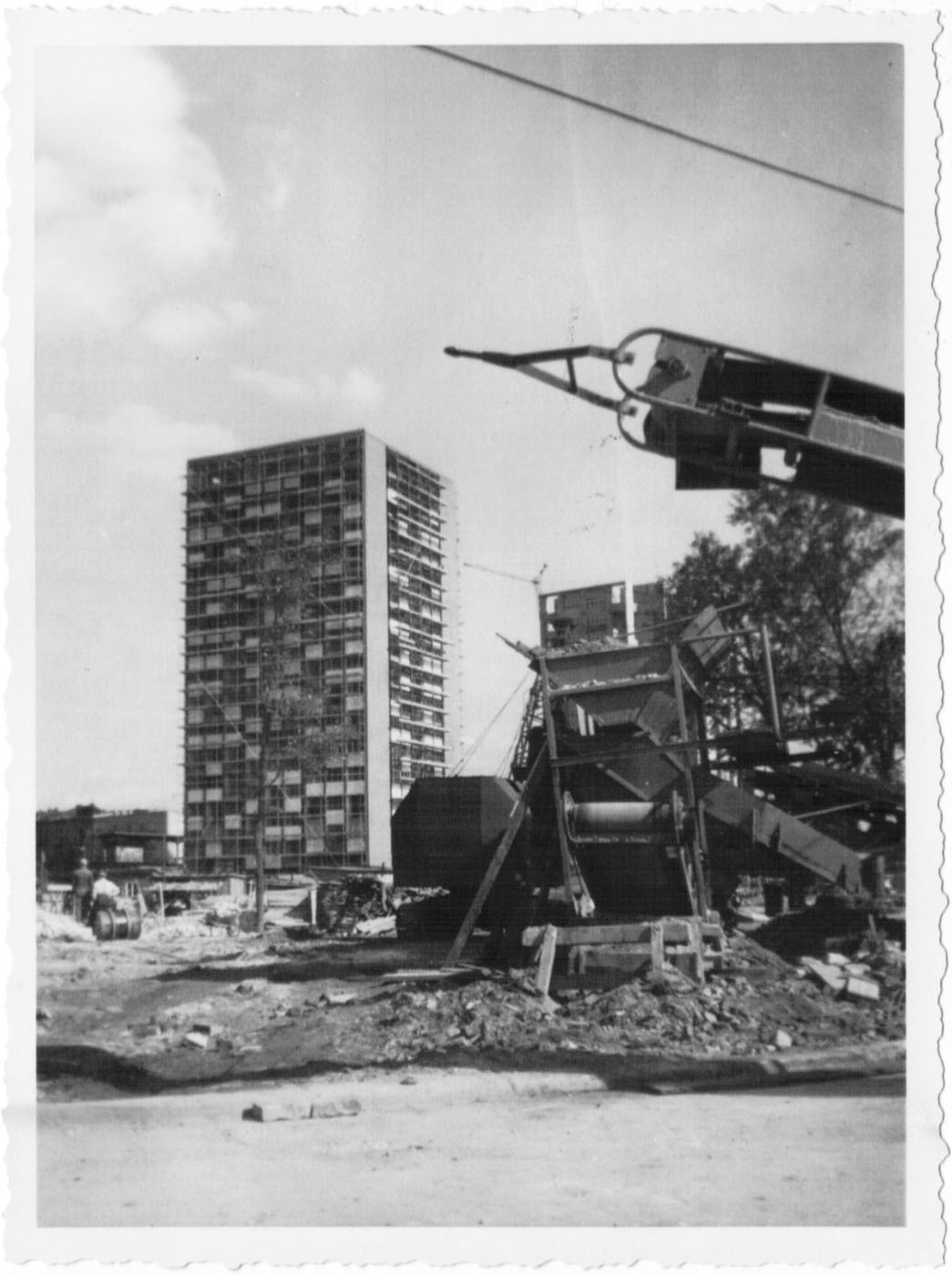
Gustav Hassenpflug
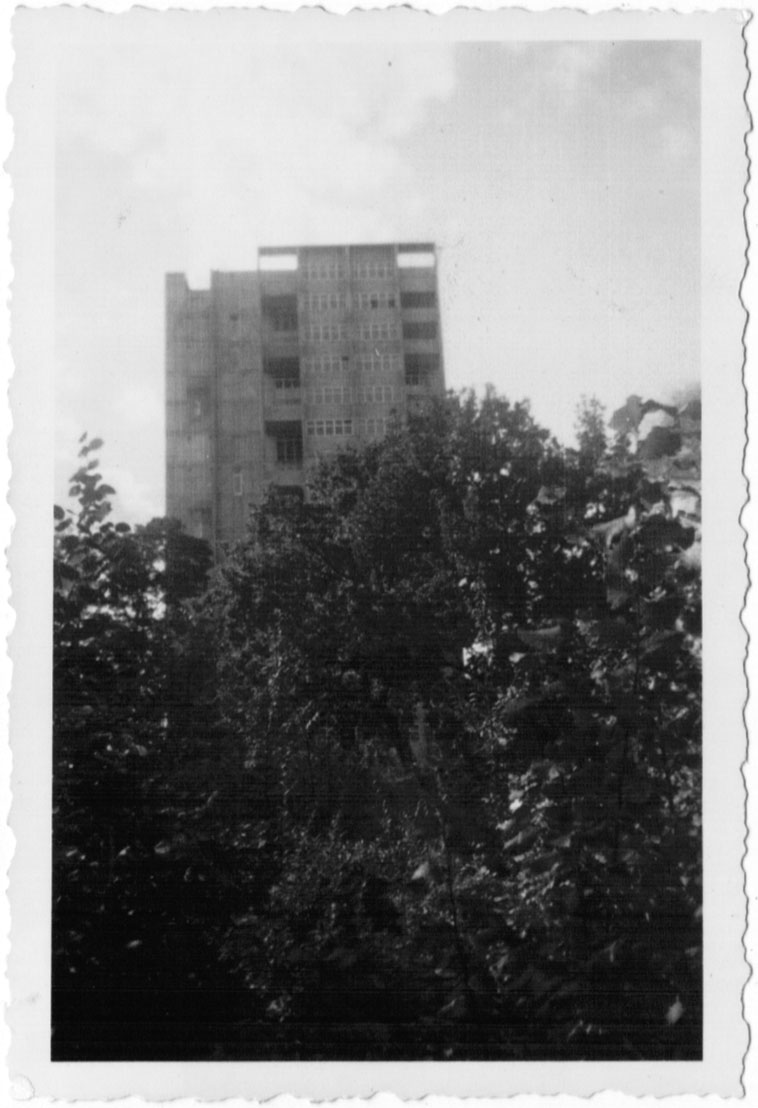
Hans Schwippert
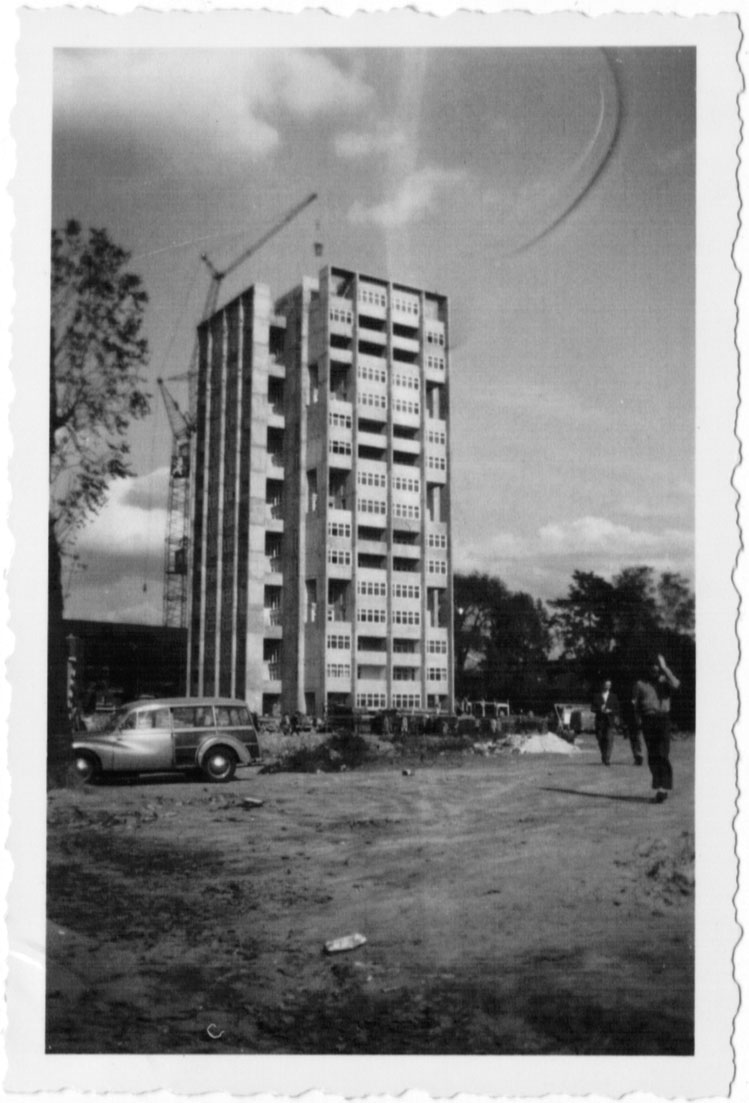
Hans Schwippert
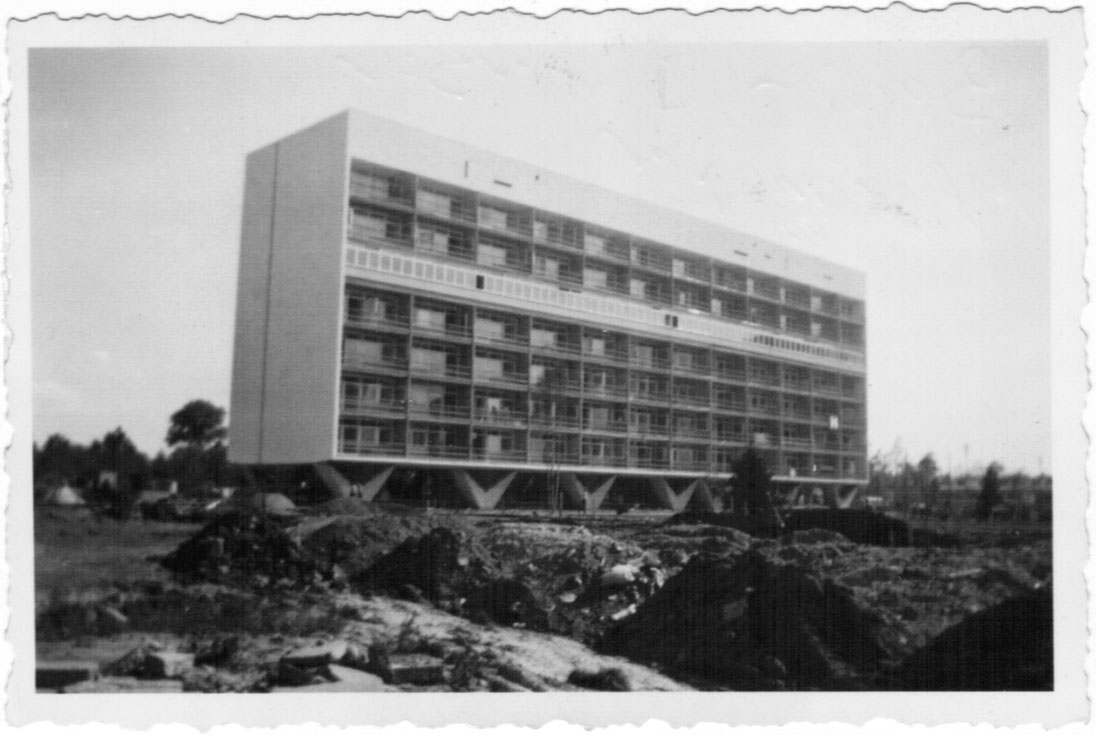
Oscar-Niemeyer-Haus
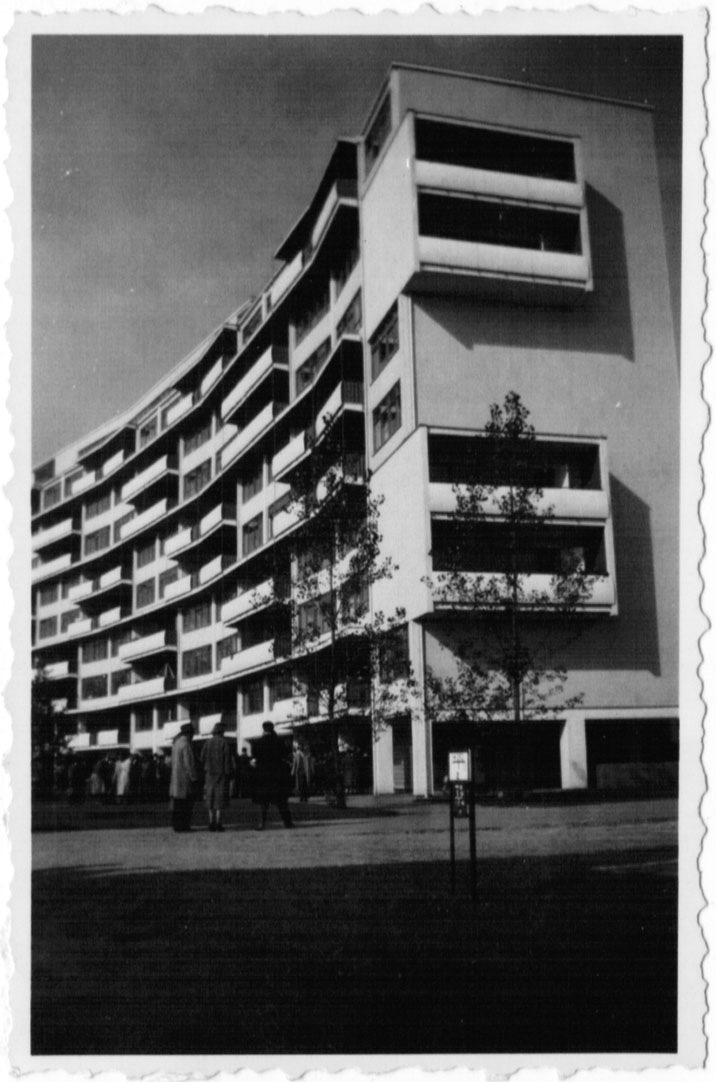
Walter-Gropius-Haus
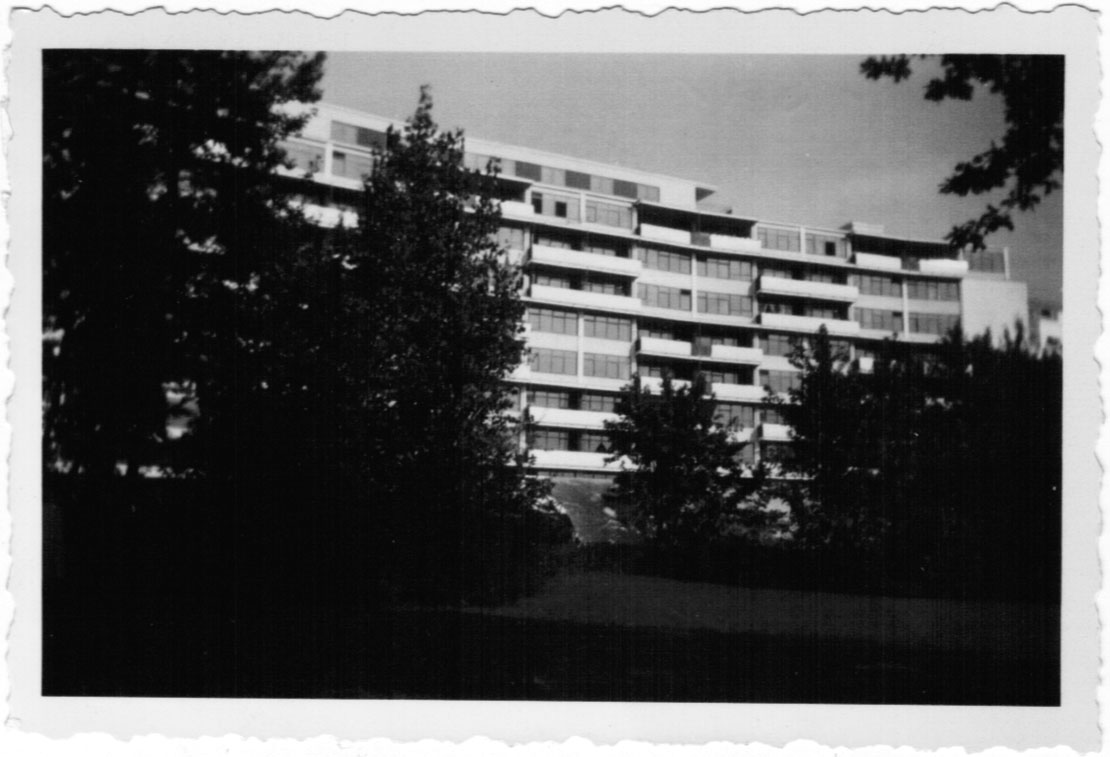
Walter-Gropius-Haus
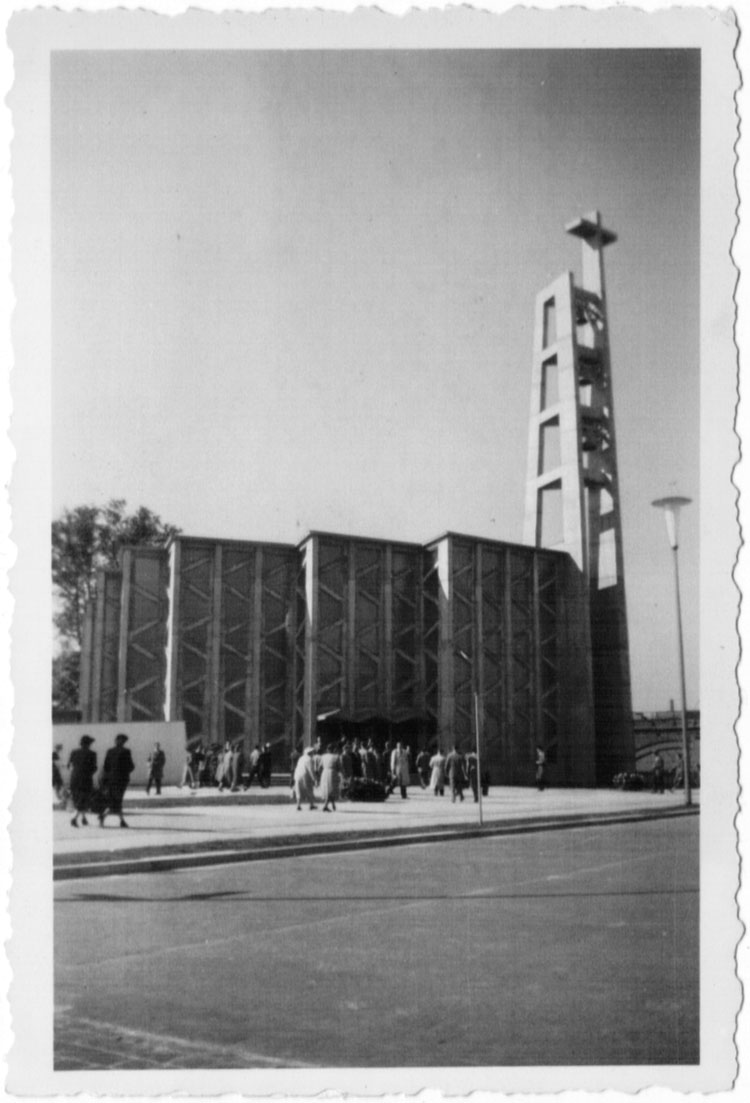
Willi Kreuer, St. Ansgar
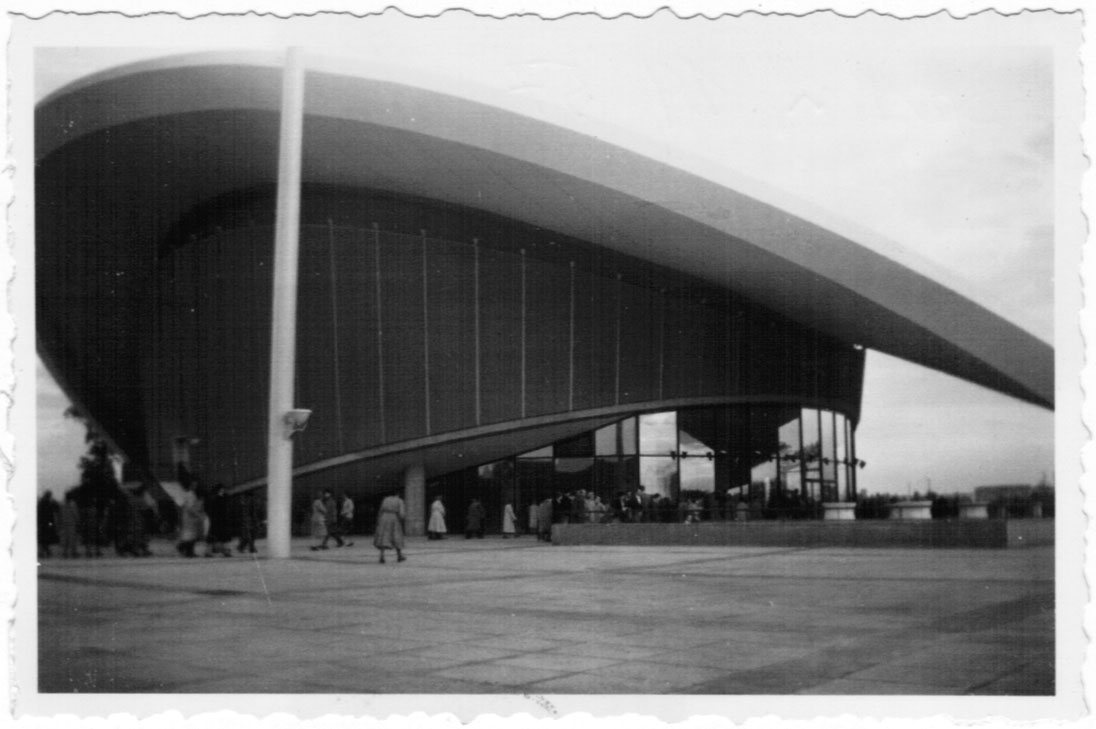
Hugh Stubbins, Kongresshalle
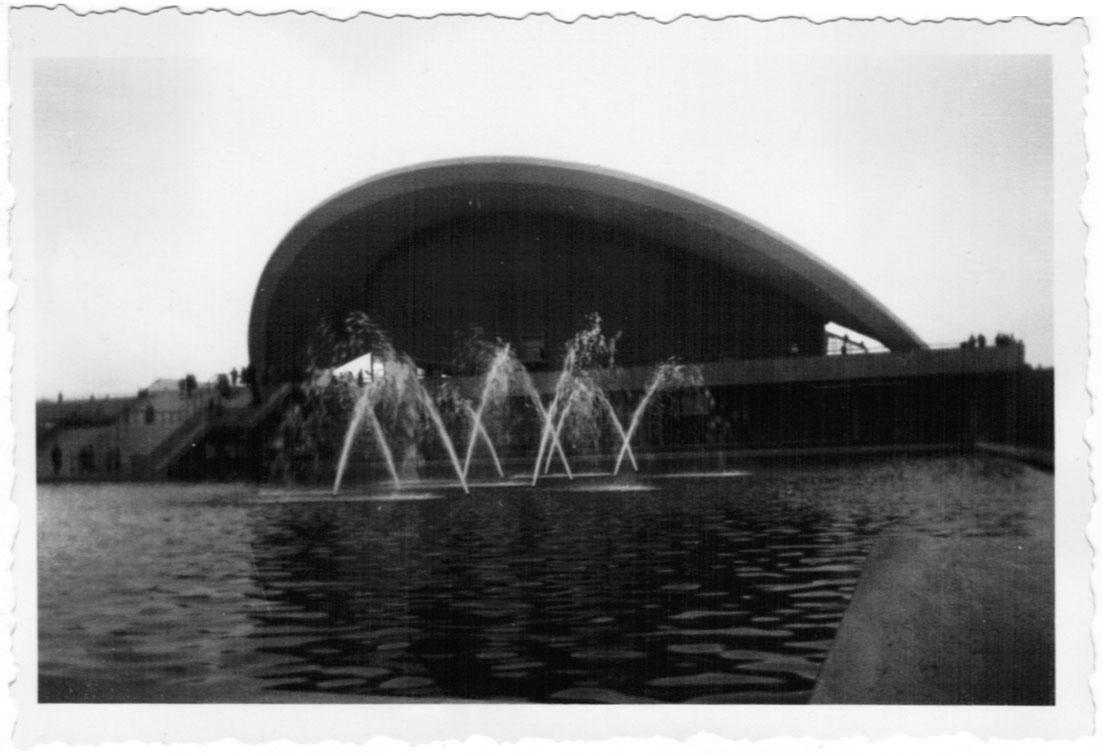
Kongresshalle

Berliner Briefmarken zur Interbau 1957
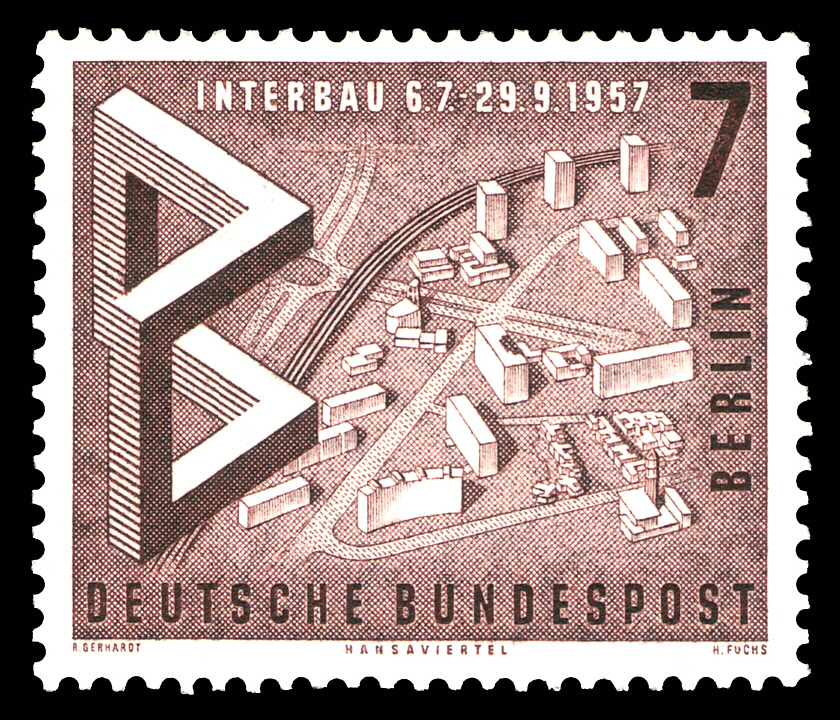
Blick auf das Hansaviertel
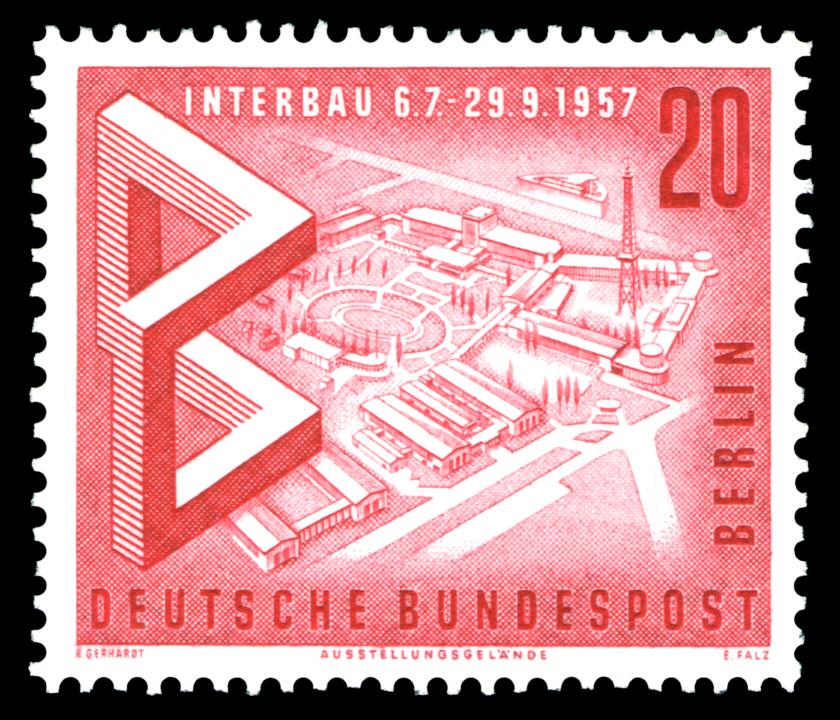
Blick auf das Ausstellungsgelände
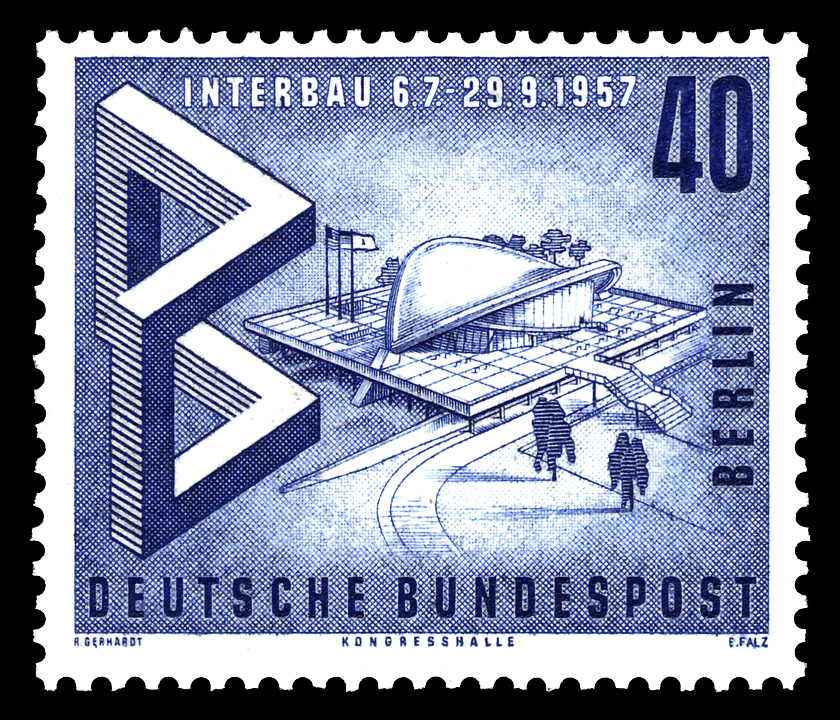
Blick auf die Kongresshalle